# TF1 Séries Films
TF1 Séries Films (anteriormente HD1) es un canal de televisión francés, propiedad de Groupe TF1 dedicado al cine, cortometrajes y ficción. HD1 comenzó sus emisiones en la Television Digital Terrestre francesa, cable, satélite y xDSL el 12 de diciembre de 2012.

## Historia

### Nuevos canales TNT propuestos
Con el apagón analógico, Groupe TF1 inicialmente planeaba lanzar un nuevo canal en idioma bretón llamado TV Breizh, que se llamaría 'tv-b'. Poco después, Bruselas ordenó la venta de los nuevos canales por parte de las compañías de televisión analógica como por ejemplo Groupe TF1, Groupe Canal+ y Groupe M6. Los planes para el lanzamiento de TV Breizh fueron abandonados.

### HD1
En marzo de 2012, el Consejo Superior Audiovisual (CSA), concedió a Groupe TF1 un nuevo canal de televisión en la Television Digital Terrestre francesa. Este canal se convertiría en el sexto canal nacional en Alta Definición. groupe TF1 eligió de nombre para el canal HD1, que significa el canal de todas las narrativas.
El 27 de marzo de 2012, el CSA comfirmó que HD1 sería un canal en alta definición. El acuerdo fue firmado el 6 de julio de 2012.

## Identidad visual

### Logotipos
El logotipo inicial de HD1 apareció por primera vez en la comparecencia del CSA el 14 de marzo de 2012. El logotipo constaba de un círculo con el texto 'HD1' en el centro. El logotipo fue presentado en varios colores incluyendo rojo, verde claro y azul.
Sin embargo, en noviembre del 2012, se mostró un nuevo logotipo antes del lanzamiento del canal. Esta nueva identidad visual difiere de la anterior en que el círculo fue eliminado y el texto ahora es azul con el texto en mayúsculas y con una ligadura.

Logo de HD1 del 12 de diciembre de 2012 al 29 de enero de 2018.
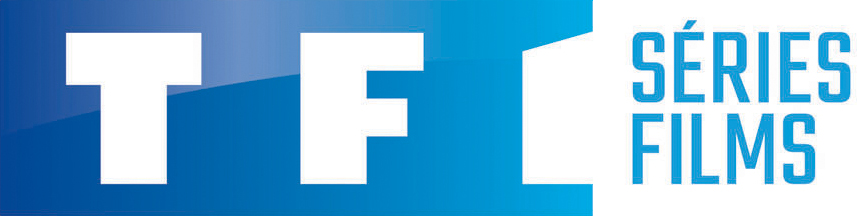
Logo de TF1 Séries Films desde el 29 de enero de 2018 al 10 de marzo de 2020.

### Eslóganes
- Del 12 de diciembre de 2012 al 29 de enero de 2018 : « Toutes les histoires sont sur HD1 ».
- Desde el 29 de enero de 2018 : La chaîne 100% séries et films.

## Programación

### Series
- 2 Broke Girls
- 666 Park Avenue
- The A-Team
- Alarm für Cobra 11 – Die Autobahnpolizei
- Army Wives
- Brothers and Sisters
- Chase
- Clem
- Code barge
- Covert Affairs
- Doctor's Diary
- Downton Abbey
- Eastwick
- Eli Stone
- ER
- FlashForward
- The Forgotten
- Fritkot
- Gooische Vrouwen
- Gossip Girl
- Julie Lescaut
- Karen Sisco
- Law & Order: LA
- Lipstick Jungle
- Miami Medical
- L'Hôpital
- House
- Pan Am
- Parenthood
- Paris enquêtes criminelles
- Privileged
- R.I.S, police scientifique
- Rosemary's Baby
- Seconde Chance
- Silk Stalkings
- Smash
- Sous le soleil
- Suburgatory
- 'Til Death
- V (2009)
- Who's the Boss?

### Telefilms
- A.D. La guerre de l'ombre
- Au bas de l'échelle
- Facteur chance
- Hold-up à l'italienne
- Joseph (telefilm)|Joseph
- L'Ombre du Mont-Saint-Michel
- Le Monsieur d'en face
- Les Fauves (telefilm)|Les Fauves
- Ni vu, ni connu

## Organización

### Dirigentes
Presidente :
- Fabrice Mollier : desde 2012

Director general de TF1 Séries Films :
- Céline Nallet : desde 2012

### Capital
TF1 Séries Films pertenece en un 100 % a Groupe TF1.

### Ubicación
La ubicación de TF1 Séries Films está situada en la Torre TF1, edificio situado en la localidad de Boulogne-Billancourt, en el departamento Hauts-de-Seine.

## Audiencias

### Récord de audiencia
El récord de audiencia del canal se produjo el domingo 24 de abril de 2016 a las 20:50, HD1 emitió la película La Vengeance dans la Peau, La película atrajo a 872.000 telespectadores con un 3,6% de porcentaje de audiencia.

### Audiencias Mensuales
|      | Enero | Febrero | Marzo | Abril | Mayo  | Junio | Julio | Agosto | Septiembre | Octubre | Noviembre | Diciembre | Media anual |
| ---- | ----- | ------- | ----- | ----- | ----- | ----- | ----- | ------ | ---------- | ------- | --------- | --------- | ----------- |
| 2012 |       |         |       |       |       |       |       |        |            |         |           | 0,5 %     | 0,5 %       |
| 2013 | 0,5 % | 0,5 %   | 0,5 % | 0,6 % | 0,6 % | 0,6 % | 0,5 % | 0,7 %  | 0,7 %      | 0,7 %   | 0,7 %     | 0,7 %     | 0,6 %       |
| 2014 | 0,9 % | 0,9%    | 0,8 % | 1,0 % | 1,0 % | 1,0 % | 1,0 % | 1,0 %  | 0,9 %      | 0,9 %   | 1,0 %     | 1,0 %     | 0,9 %       |
| 2015 | 1,0 % | 1,1 %   | 1,1 % | 1,2 % | 1,2 % | 1,3 % | 1,2 % | 1,2 %  | 1,3 %      | 1,3 %   | 1,2 %     | 1,4 %     | 1,2 %       |
| 2016 | 1,3 % | 1,4 %   | 1,4 % | 1,9 % | 1,9 % | 1,9 % | 1,9 % | 2,1 %  | 1,9 %      | 2,0 %   | 2,0 %     | 1,9 %     | 1,8 %       |
| 2017 | 1,9 % | 2,0 %   | 1,9 % | 1,9 % | 1,9 % | 2,0 % | 2,2 % | 2,2 %  | 1,7 %      | 1.7 %   | 1,6 %     | 1,7 %     | 1,9 %       |
| 2018 | 1,8 % | 1,7 %   | 1,7 % | 1,7 % | 1,7 % | 1,9 % | 2,0 % | 2,1 %  | 1,7 %      | 1,7 %   |           |           | 1,8 %       |

Fuente: Médiamétrie
Leyenda :
Fondo verde : máximo histórico
Fondo rojo : mínimo histórico